# Erina subargentea
Erina subargentea är en fjärilsart som beskrevs av Grose-smith. Erina subargentea ingår i släktet Erina och familjen juvelvingar. Inga underarter finns listade i Catalogue of Life.